# Інститут чорної металургії імені З. І. Некрасова НАН України
Інститут чорної металургії імені З. І. Некрасова НАН України — провідний науково-дослідний центр чорної металургії України в місті Дніпро. Інститут підпорядкований Національній академії наук України і є головною науковою організацією з проблем металургійного виробництва. Названий на честь академіка Зота Некрасова.

## Історія
Заснований 16 листопада 1939 року в Києві. У 1952 р. було прийнято рішення про перебазування до центру української металургії — м. Дніпропетровськ, яке відбулось у 1953—1954 рр.
Два інших інститути починали свої життя з Інституту чорної металургії у вигляді лабораторій при ньому: Інститут металофізики імені Г. В. Курдюмова, Інститут проблем міцності імені Г. С. Писаренка. Мав філію в Новокузнецьку, пізніше — Східний інститут чорної металургії.

## Наукова діяльність
Інститут видає щорічний збірник наукових трудів «Фундаментальні та прикладні проблеми чорної металургії». Співробітники інституту щорічно публікують 300—350 наукових статей і декілька монографій у відомих науково-технічних виданнях України та провідних країн світу.
В Інституті працюють близько 200 осіб, понад 70 з яких — кандидати та доктори наук. Здійснюється підготовка наукових кадрів через аспірантуру, докторантуру та факультет цільової наукової підготовки фахівців.

### Основні напрямки наукової діяльности
- Розвиток наукових основ формоутворення залізовуглецевих сплавів і управління їх структурою та властивостями.
- Розробка нових енергоощадних технологій, обладнання, систем контролю та управління у виробництві чавуну, сталі й прокату.
- Дослідження фізико-хімічних та термодинамічних процесів у багатокомпонентних металевих системах і рідкому стані шлакометалевих розплавів, і розробка нових матеріалів з наперед заданими властивостями.
- Науково-технічне супроводження Програми розвитку гірничо-металургійного комплексу України.

## Науковці
- Бунін Костянтин Петрович — старший науковий співробітник, завідувач лабораторії металознавства (1949—1972).
- Вакуленко Ігор Олексійович — старший науковий співробітник (1969—2004).
- Васильєв Василь Юхимович — один із перших науковців інституту (1939—1949).
- Вихлевщук Валерій Антонович — завідувач лабораторії позапічного рафінування сталі, завідувач відділу позаагрегатної обробки сталі.
- Воробей Сергій Олександрович — завідувач лабораторії гарячої прокатки тонкого листа (1987—1992), лабораторії високотемпературної пластичної деформації листового металу (1993—1996), відділу фізико-технічних проблем процесів прокатки сортового і спеціального прокату (2010—2014), відділу процесів і машин обробки металів тиском (2014—2015).
- Воронова Наталія Олександрівна — одна з перших науковиць інституту, завідувачка кисневої та ливарної груп, відділу технології лиття (1958—1980).
- Головко В'ячеслав Ілліч — старший науковий співробітник (1970—1994).
- Єременко Валентин Никифорович — один із перших науковців інституту (1940—1952).
- Кожевников Сергій Миколайович — завідувач відділу механізації та автоматизації (1953—1962).
- Левченко Геннадій Васильович — завідувач відділу (лабораторії) проблем структуроутворення та властивостей чорних металів (з 2000).
- Мазур Валерій Леонідович — завідувач лабораторії гарячої прокатки тонкого листа (1976—1987), завідувач відділу виробництва тонкого листа (1987—1993).
- Мелешко Володимир Іванович — завідувач лабораторії листової прокатки (1963—1970), завідувач відділу виробництва тонкого листа (1970—1987).
- Стародубов Кирило Федорович — завідувач лабораторії, завідувач відділу термічної обробки сталі.
- Чекмарьов Олександр Петрович — завідувач прокатного відділу (1948—1970).
- Чехранов Вадим Дем'янович — заступник директора з наукової роботи, завідувач лабораторії обтискно-заготівельного виробництва (1960—1988).
- Шнеєров Яків Аронович — завідувач відділу металургії сталі (1964—1985).

### Директори
- 1939—1953 — академік Луговцов Максим Власович
- 1953—1978 — академік Некрасов Зот Ілліч
- 1978—1988 — професор Узлов Іван Герасимович
- 1988—1996 — професор Пилюшенко Віталій Лаврентійович
- 1996—2015 — академік Большаков Вадим Іванович
- з 2016 — доктор технічних наук Бабаченко Олександр Іванович